# Manuel David Milinković
Manuel David Milinković (Antibes, 20 maggio 1994) è un ex calciatore serbo, di ruolo ala o centrocampista.

## Biografia
Nato ad Antibes in Francia, da padre serbo e madre spagnola, suo nonno originario di Sarajevo si stabilì in Francia negli anni 70'.

## Carriera
Milinković si formò nelle giovanili del Cannes e poi dal 2012 in Serbia alla Stella Rossa ed al BASK Belgrado. Nel febbraio 2014 venne contattato dalla Roma che lo invitò a Trigoria per sostenere un provino, rifiutando la corte del Blackburn. Tornato in Serbia, all'inizio del 2015 viene ingaggiato dagli italiani della Ternana. Con le fere esordisce in cadetteria il 14 febbraio 2015 nel pareggio a reti bianche contro il Bologna, subentrando all'ottantunesimo a Fabio Ceravolo. Con i ternani ottenne il dodicesimo posto finale della Serie B 2014-2015.
Nel 2015 passa alla Salernitana, sempre militante nella cadetteria italiana. Con i campani ha esordito il 2 ottobre 2015 nella sconfitta per 4-0 contro il Crotone subentrando a Giampietro Perrulli nel secondo tempo. Nella sessione di calciomercato invernale viene acquistato dal Genoa, società che lo girerà in prestito al Virtus Lanciano. Con gli abruzzesi, con cui aveva esordito il 6 febbraio 2016 nella vittoria per 2-0 contro il Vicenza, retrocedette in terza serie al termine dei play-out contro la Salernitana.
La stagione seguente passa, sempre in prestito, al Messina. Con i peloritani esordisce, segnando anche la sua prima rete, il 28 agosto 2016 nella vittoria per 3-1 contro il Siracusa. Milinković ottiene con i peloritani il quattordicesimo posto del girone C della Lega Pro.
Nel luglio 2017, si trasferì in prestito al Foggia con cui scese in campo in entrambe le occasioni in Coppa Italia segnando anche una rete nella fattispecie al Vicenza, il 31 agosto dopo soli due mesi lascia la squadra foggiana, venendo ingaggiato in prestito dall'Hearts, società militante nella massima serie scozzese. Con i capitolini esordisce il 5 novembre 2017 nella sconfitta per 2-1 contro il Kilmarnock. Milinković è uno dei protagonisti, in quanto marcatore di una doppietta, della storica vittoria del 17 dicembre 2017 per 4-0 contro il Celtic, che interromperà l'imbattibilità del club biancoverde dopo 69 partite.
Con l'Hearts ottiene il sesto posto nella Scottish Premiership 2017-2018.
Il 9 luglio 2018 si trasferisce a titolo definitivo in Inghilterra all'Hull City. Ha esordito nella prima partita della stagione 2018-19 il 6 agosto 2018 in casa contro l'Aston Villa, uscendo dalla panchina come sostituto al 67 'di Todd Kane, con una sconfitta per 1–3.
È stato acquisito con un prestito di un anno, con un'opzione di acquisto, dalla squadra canadese della Major League Soccer Vancouver Whitecaps FC il 27 gennaio 2020, per la stagione 2020. Il 1º febbraio 2021 il prestito è stato reso permanente con l'attivazione di una clausola nel suo contratto di prestito. Tuttavia, il 2 febbraio 2021, è stato annunciato che Milinković e il Whitecaps FC hanno concordato reciprocamente di separarsi.
Il 31 agosto 2021, torna in Italia all'ACR Messina, firmando un contratto biennale. Il 7 gennaio 2022, dopo aver totalizzato appena 3 presenze, il giocatore decide di rescindere il proprio contratto, rimanendo svincolato.

## Statistiche

### Presenze e reti nei club
Statistiche aggiornate al 2 luglio 2020
| Stagione         | Squadra             | Campionato       | Campionato | Campionato | Coppe nazionali | Coppe nazionali | Coppe nazionali | Coppe internazionali | Coppe internazionali | Coppe internazionali | Altre coppe | Altre coppe | Altre coppe | Totale | Totale |
| Stagione         | Squadra             | Comp             | Pres       | Reti       | Comp            | Pres            | Reti            | Comp                 | Pres                 | Reti                 | Comp        | Pres        | Reti        | Pres   | Reti   |
| ---------------- | ------------------- | ---------------- | ---------- | ---------- | --------------- | --------------- | --------------- | -------------------- | -------------------- | -------------------- | ----------- | ----------- | ----------- | ------ | ------ |
| gen.-giu. 2015   | Ternana             | B                | 3          | 0          | CI              | -               | -               | -                    | -                    | -                    | -           | -           | -           | 3      | 0      |
| 2015-gen. 2016   | Salernitana         | B                | 9          | 0          | CI              | 1               | 0               | -                    | -                    | -                    | -           | -           | -           | 10     | 0      |
| gen.-giu. 2016   | Virtus Lanciano     | B                | 7          | 0          | CI              | -               | -               | -                    | -                    | -                    | -           | -           | -           | 7      | 0      |
| 2016-2017        | Messina             | LP               | 34         | 7          | CI+CI-LP        | 2+3             | 0+0             | -                    | -                    | -                    | -           | -           | -           | 39     | 7      |
| lug.-ago. 2017   | Foggia              | B                | 0          | 0          | CI              | 2               | 1               | -                    | -                    | -                    | -           | -           | -           | 2      | 1      |
| ago. 2017-2018   | Hearts              | SP               | 24         | 6          | SC+CdL          | 2+0             | 0+0             | -                    | -                    | -                    | -           | -           | -           | 26     | 6      |
| 2018-2019        | Hull City           | FLC              | 8          | 0          | FACup+CdL       | 2+1             | 0               |                      | -                    | -                    |             | -           | -           | 11     | 0      |
| 2019-gen. 2020   | Hull City           | FLC              | 0          | 0          | FACup+CdL       | 1+0             | 1+0             |                      | -                    | -                    |             | -           | -           | 1      | 1      |
| Totale Hull City | Totale Hull City    | Totale Hull City | 8          | 0          |                 | 4               | 1               |                      | -                    | -                    |             | -           | -           | 12     | 1      |
| 2020             | Vancouver Whitecaps | MLS              | 2          | 0          |                 | -               | -               | -                    | -                    | -                    | -           | -           | -           | 2      | 0      |
| Totale carriera  | Totale carriera     | Totale carriera  | 87         | 13         |                 | 14              | 2               |                      | -                    | -                    |             | -           | -           | 101    | 15     |